# Habitatge al raval de Martí Folguera, 19 (Reus)
L'Habitatge al raval de Martí Folguera, 19 és un edifici del municipi de Reus (Baix Camp) inclòs en l'Inventari del Patrimoni Arquitectònic de Catalunya com a Bé Cultural d'Interès Local.

## Descripció
És un habitatge entre mitjaneres estructurat en planta baixa, entresol a un dels costats, principal i primer. L'entrada de l'habitatge és un arc de mig punt de grans dimensions, la porta és de dues fulles de fusta treballada. A la part superior, a la seva dreta hi ha una finestra, un arc de mig punt molt semblant al de la porta que està a la just mateixa alçada, que és l'entresol. El pis principal destaca sobretot per la gran tribuna que sobresurt, i que té tota la zona central de vidre per guanya major lluminositat. El primer pis té un balcó de dues obertures aprofitant el sostre de la tribuna. Les obertures són allindanades, amb llindes i muntants força ornamentats. Al damunt seu hi ha un fals entaulament de pedra amb mènsules al centre i pilastres acanalades. L'edifici està rematat per un frontó mixtilini decorat amb garlandes de motius vegetals.